# Кристиан Людвиг Бранденбург-Шведтский
Кристиан Людвиг (нем. Christian Ludwig zu Brandenburg-Schwedt; 24 мая 1677, Берлин — 3 сентября 1734, поместье Мальхов) — прусский принц и военачальник из династии Гогенцоллернов, маркграф Бранденбург-Шведтский. Наиболее известен как правитель, которому Бах преподнёс в дар свои «Бранденбургские концерты».

## Биография
Кристиан Людвиг — младший сын бранденбургского курфюрста Фридриха Вильгельма и его второй супруги Доротеи Софии Шлезвиг-Гольштейн-Зондербург-Глюксбургской, вдовы герцога Брауншвейг-Люнебурга.
У курфюрста Фридриха Вильгельма уже имелся наследник от первого брака, курпринц Фридрих, мать Кристиана Людвига Доротея София беспокоилась о материальном благосостоянии своих детей, которые согласно действующей в Бранденбурге примогенитуре не имели никаких прав на бранденбургско-прусские земли. Поэтому потомкам курфюрста от второго брака были предоставлены владения в Шведте, Фиррадене и Вильденбрухе, а также большая часть наследства богатой курфюрстины Доротеи Софии. Эта побочная линия бранденбургских Гогенцоллернов без каких либо суверенных прав носила название Бранденбург-Шведт по своей резиденции в Шведте, впоследствии перестроенной в стиле барокко. На основании ранее пожалованных Гогенцоллернам в совместное правление земель и старинного наследного права все дети имели право на титул маркграфов, который был впоследствии дополнен первым королём Пруссии Фридрихом титулом принцев Прусских. Главой этой линии считался брат Кристиана Людвига Филипп Вильгельм, получивший финансовую составляющую апанажа и право наследования для себя и своих потомков в случае угасания основной шведтской линии и даже курфюршеской и королевской линий.
После смерти своего сводного брата в 1713 году трон унаследовал сын Фридрих Вильгельм I, то есть племянник Кристиана Людвига. Он придерживался курса жёсткой экономии, отменил содержание роскошного двора и сопутствующие церемонии своего отца и предшественника и использовал освободившиеся средства на нужды армии, за что он получил своё прозвище «король-солдат».
Своему дяде Кристиану Людвигу, испытывавшему большой интерес к музыке и искусству, прусский король позволил сохранить собственную капеллу в берлинском Городском дворце и передал ему владения в Мальхове и Хайнерсдорфе, что наряду с доходами от материнского наследства, офицерским жалованием генерал-майора и позднее генерал-лейтенанта, командира щецинского старопрусского пехотного полка № 7, а также администратора и пастора собора в Хальберштадте позволило ему заработать только в 1734 году 48 945 талеров.
Кристиан Людвиг был четвёртым кавалером прусского ордена Чёрного орла. Зимой 1718—1719 годов в Берлине находился Иоганн Себастьян Бах, впечатливший Кристиана Людвига своим мастерством. Кристиан Людвиг попросил у Баха подарить ему сочинения и весной 1721 года получил партитуру Six Concerts avec plusieurs instruments, известных сегодня под названием «Бранденбургские концерты».
Кристиан Людвиг умер (не оставив потомства) в своём поместье в Мальхове и был похоронен в крипте Гогенцоллернов в Берлинском кафедральном соборе.